# Karp (postać biblijna)
Karp z Berei, Karpos, cs. Swiaszczennomuczenik Karp, apostoł ot 70-ti – równy apostołom, jeden z 70. uczniów Jezusa Chrystusa, biskup i męczennik, święty Kościoła katolickiego oraz prawosławnego.

## Żywot świętego
Żyjący w I wieku uczeń św. Pawła według BT 2 Tm (4, 13). Mieszkał w Troadzie.
W synaksariach przedstawiany jest jako jeden z uczniów Chrystusa i biskup Berei, który poniósł męczeńską śmierć za wiarę. Apostoł Paweł ustanowił go biskupem Berei Trackiej (obecnie Weria). Karpos nawrócił tam liczną grupę pogan. Demaskując Izraelitów udowodnił im, że ukrzyżowany przez nich Chrystus jest  Bogiem prawdziwym i twórcą wszystkiego, za co został z okrucieństwem zabity. Według innych źródeł został zamęczony przez wysłanników cesarza Nerona. 
Karpos nauczał również Ewangelii na Krecie, gdzie odwiedził go św. Dionizy Areopagita. 

## Dzień obchodów
Wspomnienie liturgiczne w Kościele katolickim obchodzone jest 26 maja.
Można również spotkać dzień 13 października (za Ado), w którym wspominany jest św. Karp biskup Tiatyry, również męczennik, żyjący w II lub III wieku.
Cerkiew prawosławna wspomina apostoła Karposa 26 maja/8 czerwca, tj. 8 czerwca według 
kalendarza gregoriańskiego.